# Гілас та німфи (картина)
«Гілас і німфи»  (лат. Hylas and the Nymphs) — картина англійського художника Джона Вільяма Вотерхауса, написана в 1896 році. Сюжет полотна оснований на грецькій і римській легендах, розказаних Овідієм та іншими античними письменниками про юнака аргонавтів Гіласа, який був викрадений наядами, коли вирушив на пошуки питної води. Входить в колекцію Манчестерської художньої галереї (Велика Британія). Деякі з підготовчих ескізів до картини зберігаються в музеї Ешмол при Оксфордському університеті.

## Легенда
Гілас був сином царя племені дріопів Теодаманта. Після того, як Геракл убиває батька Гіласа, той стає товаришом Геракла, а потім і його коханцем. Вони обидва стали аргонавтами і здійснили далекий морський похід на кораблі «Арго» в Колхіду за золотим руном. Під час подорожі, коли «Арго» причалив до одного з островів, Гілас вирушив на пошуки прісної води. Знайшовши ставок, населений наядами, він зникає. Пошук Гіласа аргонавтами не увінчався успіхом.

## Опис
На картині зображений прекрасний юнак Гілас у синій туніці з червоним поясом. Він несе глечик з широким горлом для води. Гілас виходить на галявину з пишною зеленню і бачить ставок. Біля ставка нахиляється, протягаючи руку семи юним німфам, які знаходяться в ставку серед листя і квітучих водяних лілій. Алебастрова шкіра оголених німф світиться в темній прозорій воді, а їх каштанове волосся прикрашене жовтими і білими квітами. Наяди дуже схожі одина на одну.

## Гілас в британському мистецтві
Красива легенда про Гіласа була популярною темою британських художників XIX і початку XX століть, включаючи полотна Вільяма Етті (1833) і Генрієтти Рей (1910), а також більш ранній приклад самого Вотерхауса (1893). Вотерхаус малював і інших трагічних юнаків з грецьких легенд, таких як Нарцис в «Ехо і Нарцис» (1903).

## Історія
Картина «Гілас і німфи» була придбана у художника Художньої галереї Манчестера в 1896 році і виставлялася на літній виставці Королівської академії в 1897 році.
У січні 2018 року куратор Манчестерської художньої галереї Клер Ганнауей тимчасово видалила картину з відкритої експозиції після рішення, «прийнятого співробітниками галереї з художницею Сонею Бойс».На це рішення, за словами куратора, «вплинули недавні події руху проти об'єктивізації і експлуатації жінок», такі як кампанія Me Too і полеміка навколо благодійної організації Presidents Club. Ганнауей заперечувала, що видалення являє собою будь-яку форму цензури, заявивши, що «ми хочемо бачити в цьому початок процесу, а не кінцеву точку», і надаючи відвідувачам папір для нотаток для вираження їх поглядів. Одночасно із сувенірного магазину галереї були вилучені листівки з картиною.
Це рішення галереї викликало «сильну критику». Історик мистецтва і письменниця Елізабет Претеджон, яка раніше займалася виставкою Вотерхауса в Королівській академії, оскаржила твердження про «публічні дебати», заявивши, що «зняття з показу вбиває будь-які дебати, які ви могли б провести». Через тиждень міська рада Манчестера, керуючий галереєю, вирішили, що картина повинна повернутися у відкритий показ. «Абсолютно ясно, що багато хто відчуває дуже сильну реакцію до піднятих питань», — йдеться в заяві ради.